# Klani/Noinbila
Klani/Noinbila is een bestuurslaag in het regentschap Timor Tengah Selatan van de provincie Oost-Nusa Tenggara, Indonesië. Klani/Noinbila telt 1675 inwoners (volkstelling 2010).